# Electròfil

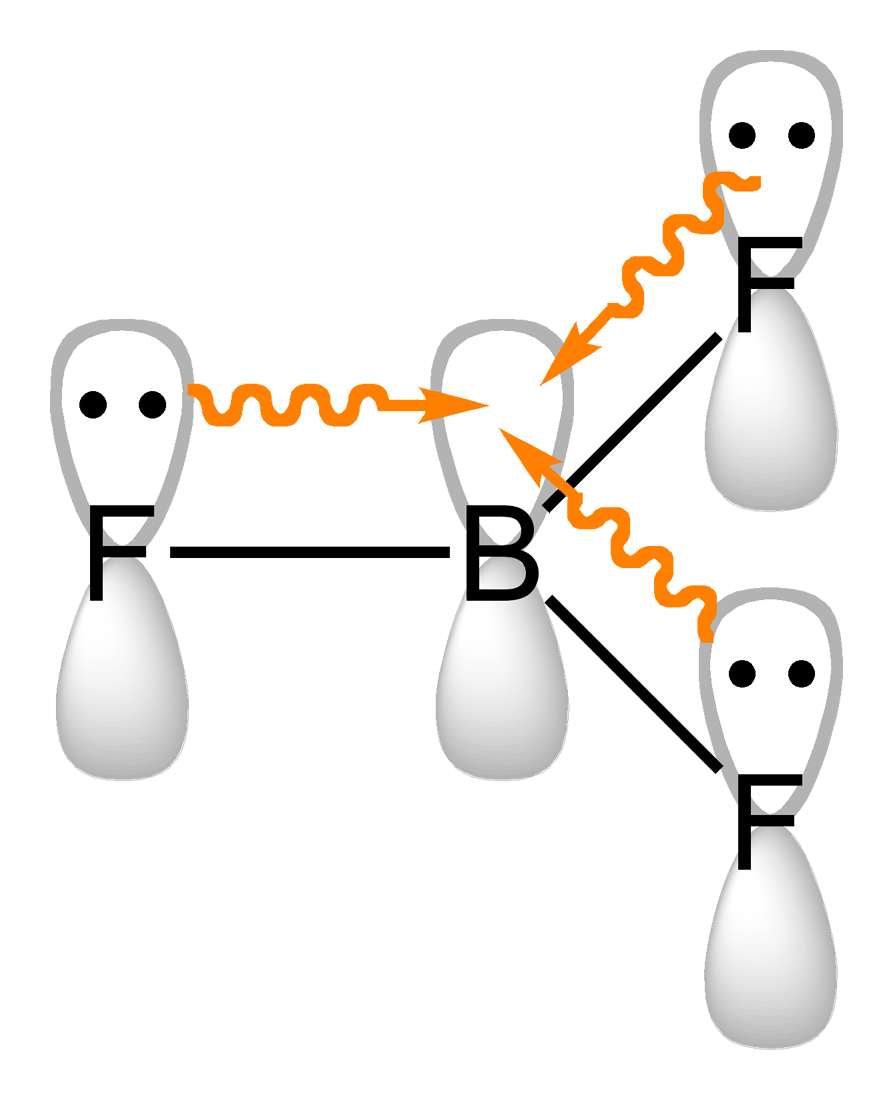
Trifluorur de bor amb l'orbital buit del bor que li dona les característiques d'electròfil

Un electròfil és un reactant químic que no contribueix amb electrons a la formació d'un enllaç covalent amb un altre reactant (nucleòfil o reactant nucleofílic), que és el que els forneix.
El terme electròfil s'empra a química orgànica i fou introduït pel químic anglès Christopher Kelk Ingold el 1929, en substitució del terme anionoid proposat anteriorment per A. J. Lapworth el 1925. El mot electròfil el creà a partir dels mots electró i el sufix -fil, que prové del grec phílos que significa amic, amant i, per extensió, simpatia, tendència, etc. Per tant, com indica el seu nom, un electròfil posseeix una afinitat pels electrons de l'àtom amb el qual forma l'enllaç covalent.

## Tipus d'electròfils
Els electròfils són àcids de Lewis, molècules o ions capaços d'acceptar una parella d'electrons, i inclouen:
- Els reactants positius com el protó, H+, els cations metàl·lics que tenen orbitals buits com, per exemple, el catió argent, Ag+, el catió mercuri (2+), Hg2+ i el catió platí (2+), Pt2+.
- Els reactants neutres vom el brom, Br₂, perquè pot polaritzar-se.
- Els àcids de Lewis trifluorur de bor, BF₃, i triclorur d'alumini, AlCl₃.[5]

## Reaccions electròfiles
S'anomenen reaccions electròfiles aquelles reaccions en les quals la partícula electròfila representa el paper de reactant davant d'un substrat determinat, ric en electrons (nucleòfil); els alquens, els arens i les amines donen lloc a reaccions d'aquest tipus. Per tant, qualsevulla reacció d'un electròfil també implica un nucleòfil. El nucleòfil aporta els electrons i l'electròfil els accepta, formant-se un enllaç covalent. Per tant, és una reacció entre àcids i bases de Lewis. Tanmateix els conceptes d'acidesa i basicitat són formes de parlar sobre constants d'equilibri relatives. Un àcid fort és aquell que produeix una alta concentració de la base conjugada a l'equilibri. L'electrofília i la nucleofília són dues maneres de parlar sobre les velocitats relatives de les reaccions. És a dir, es refereixen a les velocitats amb les quals reaccionen els electròfils i els nucleòfils.
El poder electròfil d'una partícula (o electrofília) depèn de la reacció en la qual està immersa la partícula i de la seva càrrega. Entre els electròfils durs NO₂+, SO₃H+, BF₃, AlCl₃ són dels més actius; entre els electròfils blans Ag+, Cl+ i Br+ són els més actius. H+, que hauria de ser el més actiu de tots, no existeix en estat lliure; sempre està fixat en una altra partícula que serveix de transportador i de la qual naturalesa depèn la seva electrofília.
Podem distingir quatre grans tipus de reaccions electròfiles:

### Addicions electròfiles

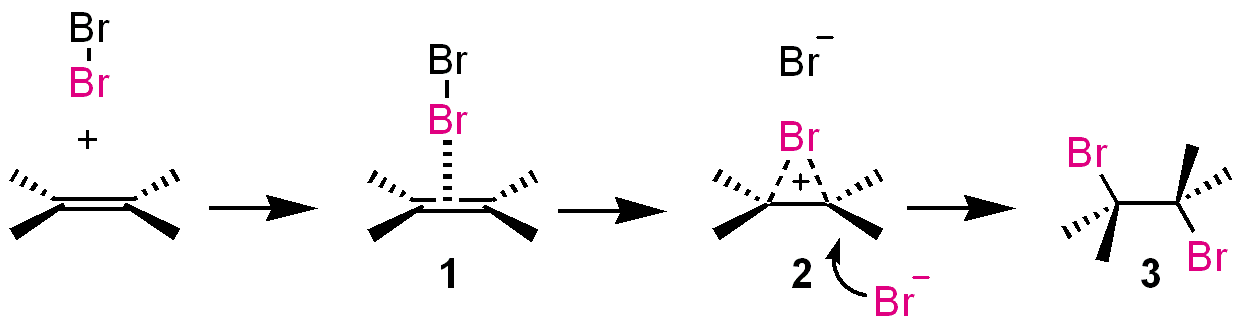
Addició de brom a un alquè

A la següent reacció d'addició de brom, Br₂, a un alquè s'observa que la part polaritzada positivament de la molècula de brom (l'electròfil en aquest cas) ataca l'enllaç covalent π, del doble enllaç, que actua com un nucleòfil, i es forma un complex π carregat positivament alhora que es romp l'enllaç σ entre ambdós broms. Tot seguit un anió bromur, Br– que s'ha format (un nucleòfil) ataca el complex π que ha quedat deficient d'electrons (l'electròfil) i es formen els dos enllaços covalents σ C-Br rompent-se definitivament l'enllaç π que hi havia entre els carbonis de l'alquè.

### Eliminacions electròfiles
Són relativament rares en la seva forma més simple.

### Substitucions electròfiles

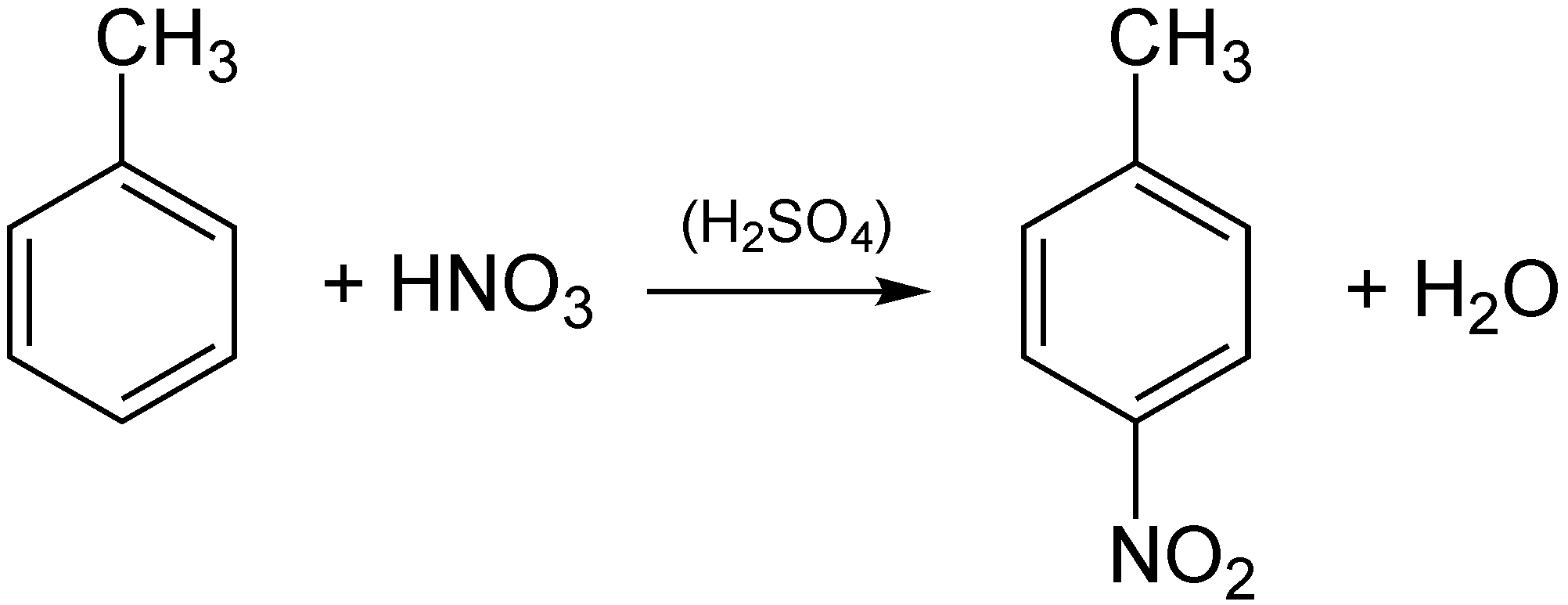
Nitració del toluè

En aquest grup de reaccions electròfiles destaquen les substitucions aromàtiques electròfiles com la substitució d'un àtom d'hidrogen en un anell aromàtic per un grup nitro, -NO₂, en presència d'àcid nítric, HNO₃, que aporta el grup nitro (l'electròfil) i d'àcid sulfúric, H₂SO₄, que actua com a catalitzador. La substitució electròfila comença quan l'àcid sulfúric, perquè és extraordinàriament fort, protona l'àcid nítric donant l'espècie H₂NO₃+, que pot perdre aigua formant el catió NO₂+ (l'electròfil). L'àcid sulfúric facilita aquesta darrera reacció capturant l'aigua formada. Després el catió NO₂+ ataca l'anell aromàtic (s'addiciona) i, per acabar, s'elimina un hidrogen capturat per alguna d'aquestes espècies presents en dissolució: H₂O, HSO₄– o NO₃–. Per exemple la nitració del toluè.

### Transposicions electròfiles

Transposició electròfila

En aquestes reaccions electròfiles una part de la molècula es desplaça a una altra posició de la mateixa molècula originant un nou producte. Per exemple la transposició de l'oxima de la ciclohexanona en ε-caprolactama en presència d'àcid sulfúric que actua com a catalitzador.